# Mina al-Ahmadi
Mina al-Ahmadi (ar. الاحمدي), gradsko naselje i lučko središte Države Kuvajt. Nalazi se na sjeverozapadnoj obali Perzijskog zaljeva 30 km južnije od Kuwaita. Luka je posebno opremljena za prijevoz nafte i prirodnoga plina, a povezana je naftovodima i drugim prometnicama s ostatkom zemlje. U gradu živi preko 21 000 žitelja. Mina al-Ahmadi je povezana suvremenom autocestom s glavnim gradom. Cesta ide uz obalu zaljeva.